# 라이노 엔터테인먼트
라이노 엔터테인먼트(Rhino Entertainment)는 미국 워너 뮤직 그룹 산하의 음반사이다. 1950년대 ~ 1990년대의 옴니버스 음반과 기획물 등을 주로한다.